# West Virginias guvernör
West Virginias guvernör (engelska: Governor of West Virginia) är den främste utövaren av verkställande makt i den amerikanska delstaten West Virginias delstatsstyre.
Ämbetet är folkvalt på 4-åriga mandatperioder och den sittande guvernören får väljas om högst en gång i följd. I övrigt finns inga begränsningar i antalet gånger en guvernör får återväljas.
Patrick Morrisey är West Virginias guvernör sedan 13 januari 2025.

## Funktion och roll

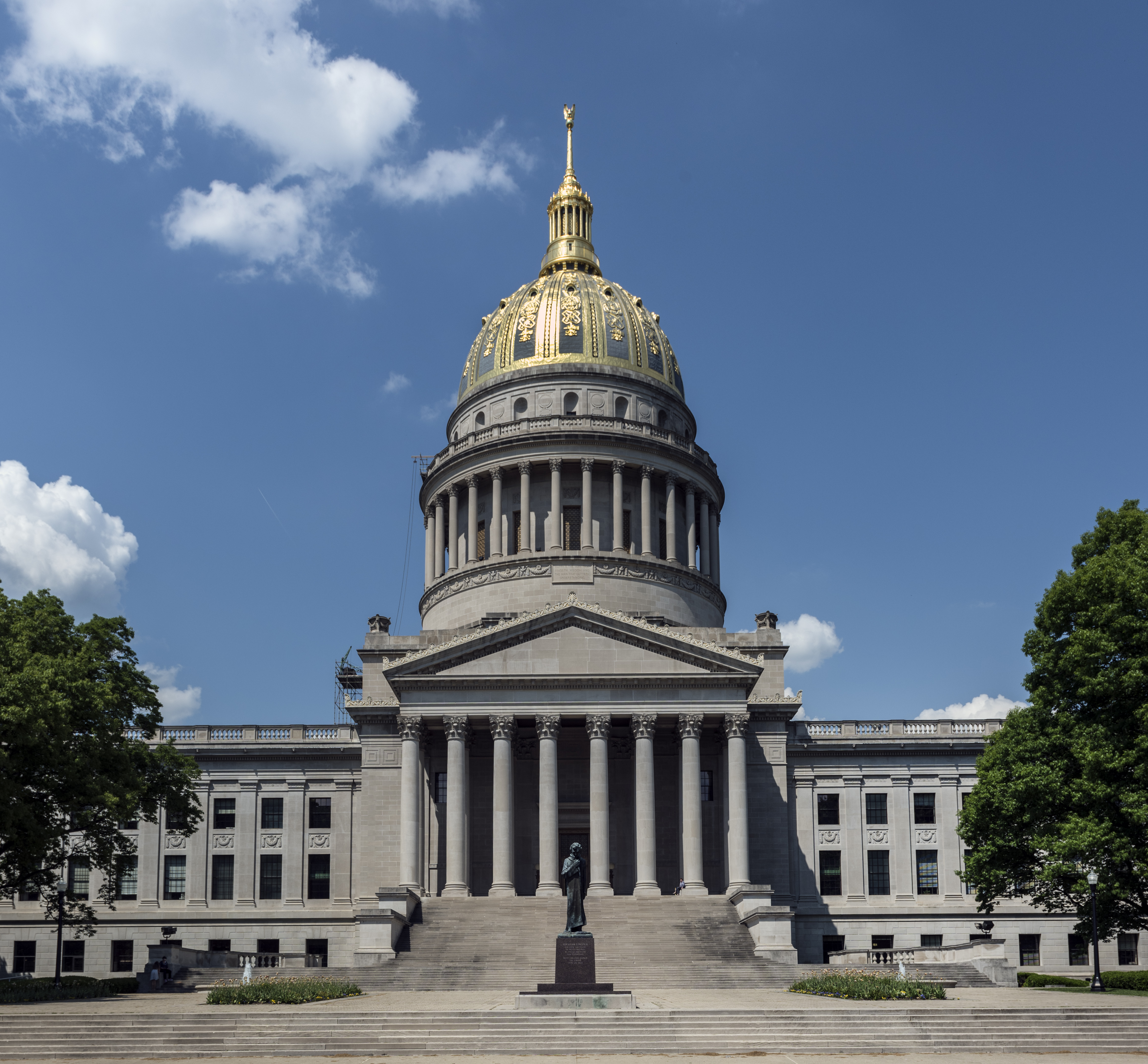
West Virginia State Capitol är säte för West Virginias lagstiftande församling samt inhyser guvernörens kontor.

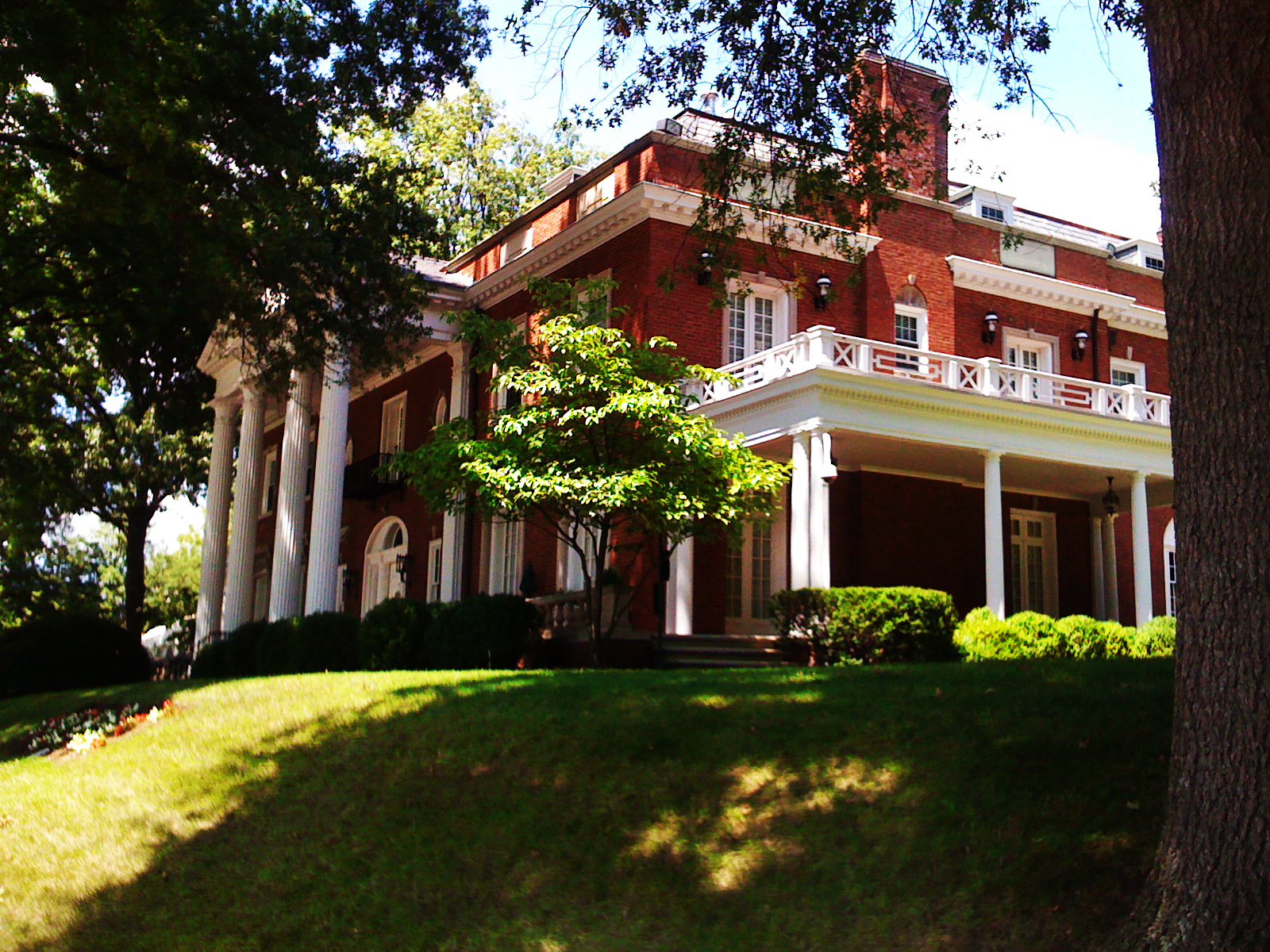
West Virginia Governor's Mansion i Charleston, West Virginia.

I guvernörens plikter ingår att upprätthålla delstatens lagar och makt att godkänna eller lägga in sitt veto mot lagar stiftade av West Virginias delstatsförsamling och att sammankalla delstatsförsamlingen. Förutom när åtal har väckts av West Virginias representanthus, har guvernören rätt att bevilja nåd. Vidare är guvernören högste befälhavare  för delstatens nationalgarde när det är i delstatlig tjänst.
Sedan West Virginia blev delstat 1863, efter utbrytning från Virginia under amerikanska inbördeskriget, har delstaten haft 34 guvernörer. Av dessa räknas Arch A. Moore, Jr. och Cecil H. Underwood två gånger var, eftersom de satt två mandatperioder som inte följde på varandra. Sex guvernörer har haft mer än en mandatperiod. Den som har tjänstgjort längst tid är Moore, som satt i tre mandatperioder över en tid av tolv år. Den förste guvernören, Arthur I. Boreman, tjänstgjorde under längst sammanhängande tid, men avgick en vecka innan hans tredje mandatperiod tog slut. Han är än så länge den ende som har lämnat guvernörsposten innan mandatperioden tagit slut. Daniel D.T. Farnsworth var talman i delstatens senat då och tjänstgjorde som guvernör de sista sju dagarna av Boremans sista mandatperiod, han är därmed den guvernör som har suttit kortast tid i West Virginia.
Underwood är den som både har varit yngst när han valts till guvernör - 34 år när han valdes till sin första mandatperiod 1957 - och den äldsta både som valts och tjänstgjort - 74 år när han valdes till sin andra mandatperiod 1997 och 78 år när den mandatperioden tog slut 2001.
West Virginia har aldrig haft ett folkvalt viceguvernörsämbete. Om guvernörsposten blir vakant skall senatens talman ta över och styra under resten av mandatperioden. Enligt en lag antagen under år 2000 har senatens talman hederstiteln viceguvernör, men den titeln används i praktiken mycket sällan.

## Lista över West Virginias guvernörer
| N:r | Porträtt | Namn                   | Parti              | Ämbetsperiod började | Ämbetsperiod slutade | Not          |
| --- | -------- | ---------------------- | ------------------ | -------------------- | -------------------- | ------------ |
| 1.  |          | Arthur I. Boreman      | Republikan         | 20 juni 1863         | 26 februari 1869     | [ 9 ]        |
| 2.  |          | Daniel D.T. Farnsworth | Republikan         | 26 februari 1869     | 4 mars 1869          | [ 9 ]        |
| 3.  |          | William E. Stevenson   | Republikan         | 4 mars 1869          | 4 mars 1871          | [ 9 ]        |
| 4.  |          | John J. Jacob          | Demokrat/Oberoende | 4 mars 1871          | 4 mars 1877          | [ 11 ] [ 9 ] |
| 5.  |          | Henry M. Mathews       | Demokrat           | 4 mars 1877          | 4 mars 1881          | [ 9 ]        |
| 6.  |          | Jacob B. Jackson       | Demokrat           | 4 mars 1881          | 4 mars 1885          | [ 9 ]        |
| 7.  |          | Emanuel Willis Wilson  | Demokrat           | 4 mars 1885          | 6 februari 1890      | [ 12 ] [ 9 ] |
| 8.  |          | Aretas B. Fleming      | Demokrat           | 6 februari 1890      | 4 mars 1893          | [ 9 ]        |
| 9.  |          | William A. MacCorkle   | Demokrat           | 4 mars 1893          | 4 mars 1897          | [ 9 ]        |
| 10. |          | George W. Atkinson     | Republikan         | 4 mars 1897          | 4 mars 1901          | [ 9 ]        |
| 11. |          | Albert B. White        | Republikan         | 4 mars 1901          | 4 mars 1905          | [ 9 ]        |
| 12. |          | William M.O. Dawson    | Republikan         | 4 mars 1905          | 4 mars 1909          | [ 9 ]        |
| 13. |          | William E. Glasscock   | Republikan         | 4 mars 1909          | 14 mars 1913         | [ 9 ]        |
| 14. |          | Henry D. Hatfield      | Republikan         | 14 mars 1913         | 5 mars 1917          | [ 9 ]        |
| 15. |          | John J. Cornwell       | Demokrat           | 5 mars 1917          | 4 mars 1921          | [ 9 ]        |
| 16. |          | Ephraim F. Morgan      | Republikan         | 4 mars 1921          | 4 mars 1925          | [ 9 ]        |
| 17. |          | Howard Gore            | Republikan         | 4 mars 1925          | 4 mars 1929          | [ 9 ]        |
| 18. |          | William G. Conley      | Republikan         | 4 mars 1929          | 4 mars 1933          | [ 9 ]        |
| 19. |          | Herman Guy Kump        | Demokrat           | 4 mars 1933          | 18 januari 1937      | [ 9 ]        |
| 20. |          | Homer A. Holt          | Demokrat           | 18 januari 1937      | 13 januari 1941      | [ 9 ]        |
| 21. |          | Matthew M. Neely       | Demokrat           | 13 januari 1941      | 15 januari 1945      | [ 9 ]        |
| 22. |          | Clarence W. Meadows    | Demokrat           | 15 januari 1945      | 17 januari 1949      | [ 9 ]        |
| 23. |          | Okey Patteson          | Demokrat           | 17 januari 1949      | 19 januari 1953      | [ 9 ]        |
| 24. |          | William C. Marland     | Demokrat           | 19 januari 1953      | 14 januari 1957      | [ 9 ]        |
| 25. |          | Cecil H. Underwood     | Republikan         | 14 januari 1957      | 16 januari 1961      | [ 9 ]        |
| 26. |          | Wally Barron           | Demokrat           | 16 januari 1961      | 18 januari 1965      | [ 9 ]        |
| 27. |          | Hulett C. Smith        | Demokrat           | 18 januari 1965      | 13 januari 1969      | [ 9 ]        |
| 28. |          | Arch A. Moore, Jr.     | Republikan         | 13 januari 1969      | 17 januari 1977      | [ 9 ]        |
| 29. |          | Jay Rockefeller        | Demokrat           | 17 januari 1977      | 14 januari 1985      | [ 9 ]        |
| 30. |          | Arch A. Moore, Jr.     | Republikan         | 14 januari 1985      | 16 januari 1989      | [ 9 ]        |
| 31. |          | Gaston Caperton        | Demokrat           | 16 januari 1989      | 13 januari 1997      | [ 9 ]        |
| 32. |          | Cecil H. Underwood     | Republikan         | 13 januari 1997      | 15 januari 2001      | [ 9 ]        |
| 33. |          | Bob Wise               | Demokrat           | 15 januari 2001      | 17 januari 2005      | [ 9 ]        |
| 34. |          | Joe Manchin            | Demokrat           | 17 januari 2005      | 15 november 2010     | [ 9 ]        |
| 35. |          | Earl Ray Tomblin       | Demokrat           | 15 november 2010     | 16 januari 2017      | [ 9 ]        |
| 36. |          | Jim Justice            | Demokrat           | 16 januari 2017      | sittande             |              |